# L'amore (Madame)
L'amore è il secondo album in studio della cantautrice italiana Madame, pubblicato il 31 marzo 2023 dall'etichetta Sugar Music.

## Antefatti
Il disco è stato anticipato dal singolo Il bene nel male, presentato al Festival di Sanremo 2023, con il quale la cantante si è classificata al settimo posto. Inizialmente il brano in gara sarebbe dovuto essere Quanto forte ti pensavo, che però è stato scartato dal direttore artistico.
Pochi giorni prima dell'uscita è stato pubblicato  un trailer in cui l'artista, vestita di bianco in stile Wonder Woman, è intenta a farsi legare secondo la pratica erotica dello shibari. Tratto da una scena del film Professor Marston and the Wonder Women, richiama la sottomissione e la dominanza, tema ricorrente nell'album.

## Descrizione
Il progetto discografico vede la cantante autrice di tutte le tracce, con la collaborazione di autori e produttori, tra cui Dardust e Shablo. A proposito del significato dell'album Madame ha dichiarato:
(Madame)

Il disco, che si compone di quattordici brani nella sua edizione standard, ha come protagoniste molte donne, tra cui un prostituta, una ninfomane, una donna potente, una donna sottomessa, l'amica Matilde, una bambina e Madame stessa:
(Madame)

## Accoglienza
| Recensione | Giudizio |
| ---------- | -------- |
| Newsic     | 8/10     |
| Ondarock   | 7/10     |
| Rockol     | 8/10     |

Nella recensione per Agenzia Giornalistica Italia, Gabriele Fazio scrive che «Madame dunque fa ancora Madame» dal punto di vista sonoro, sebbene nei testi «insegue forsennatamente un concetto, [...] [di] ogni possibile visuale dell’amore». Il giornalista definisce il progetto «un caleidoscopio quasi letterario attraverso il quale guardare all’universo femminile con una chiarezza, una nitidezza, del tutto inedita». Anna Carla Zucca di Elle definisce il progetto «un concept album» basato sul «sentimento umano nelle sue sfumature più perverse, dolorose e reali».
Vincenzo Nasto di Fanpage.it riscontra che l'album si strutturi «nel brivido dell'inconsapevolezza» in cui Madame «gioca in maniera perversa con le parole» attraverso cui «non ritrae più il disimpegno emotivo». Nasto riscontra un riferimento alla «rappresentazione musicale del ciclo dei vinti di Giovanni Verga» nelle «storie di più donne [una prostituta, una ninfomane, una donna potente, una donna sottomessa, l’amica Matilde, una bambina, Madame stessa]» cantate da Madame. Anche la giornalista Rita Vecchio de Il Mattino definisce il cantautorato espresso nell'album «verista» poiché «senza pregiudizi e con un realismo nudo e crudo; [...] Senza giudizio, senza moralismo», ritenendo i testi inerenti ad «un’umanità che non guarda in faccia nessuno,; [...] 15 tracce in cui l’intero genere umano, uomo o donna, acquista dignità».

### Riconoscimenti di fine anno
- 4º — Rolling Stone Italia[15]
- 6º — Internazionale[16]

## Tracce
Testi di Francesca Calearo, eccetto dove indicato.
1. Come voglio l'amore – 3:28 (musica: Christian Mazzocchi)
2. Il bene nel male – 3:33 (musica: Francesca Calearo, Nicolas Biasin e Iacopo Sinigaglia)
3. Quanto forte ti pensavo – 3:33 (musica: Francesca Calearo, Pablo Miguel Lombroni Capalbo e Vincenzo Luca Faraone)
4. Nimpha - La storia di una ninfomane – 2:58 (Francesca Calearo, Pablo Miguel Lombroni Capalbo e Vincenzo Luca Faraone)
5. Il mio nuovo maestro – 3:46 (musica: Francesca Calearo, Pablo Miguel Lombroni Capalbo e Vincenzo Luca Faraone)
6. Donna vedi – 2:43 (musica: Dario Pruneddu)
7. Pensavo a... - Skit – 1:27 (musica: Francesca Calearo, Dario Pruneddu e Emanuele Nazzaro)
8. La festa della cruda verità – 3:28 (musica: Dario Faini)
9. Respirare – 2:29 (musica: Francesca Calearo e Nicolas Biasin)
10. Milagro - A Matilde – 4:42 (musica: Francesca Calearo, Pablo Miguel Lombroni Capalbo e Vincenzo Luca Faraone)
11. L'onda - La morte del marinaio – 3:14 (musica: Dario Faini)
12. Se non provo dolore – 2:43 (musica: Francesca Calearo e Nicolas Biasin)
13. Per il tuo bene – 4:20 (musica: Francesca Calearo, Pablo Miguel Lombroni Capalbo e Vincenzo Luca Faraone)
14. Avatar - L'amore non esiste – 3:47 (musica: Francesca Calearo, Antonio Filippelli e Gianmarco Manilardi)

Tracce bonus della riedizione digitale
1. Aranciata – 3:14 (testo: Francesca Calearo, Michele Zocca – musica: Michele Zocca)
2. Tekno pokè – 3:45 (musica: Francesca Calearo, Emanuele Nazzaro, Vincenzo Luca Faraone, Rossella Discolo)

Tracce bonus dell'edizione Amazon Music
1. Il bene nel male (Amazon Original) – 3:38 (musica: Francesca Calearo, Nicolas Biasin e Iacopo Sinigaglia)
2. Il mio nuovo maestro (Amazon Original) – 3:34 (musica: Francesca Calearo, Pablo Miguel Lombroni Capalbo e Vincenzo Luca Faraone)
3. Avatar - L'amore non esiste (Amazon Original) – 3:21 (musica: Francesca Calearo, Antonio Filippelli e Gianmarco Manilardi)

## Classifiche

### Classifiche settimanali
| Classifica (2023) | Posizione massima |
| ----------------- | ----------------- |
| Italia            | 1                 |

### Classifiche di fine anno
| Classifica (2023) | Posizione |
| ----------------- | --------- |
| Italia            | 32        |